# Main à main

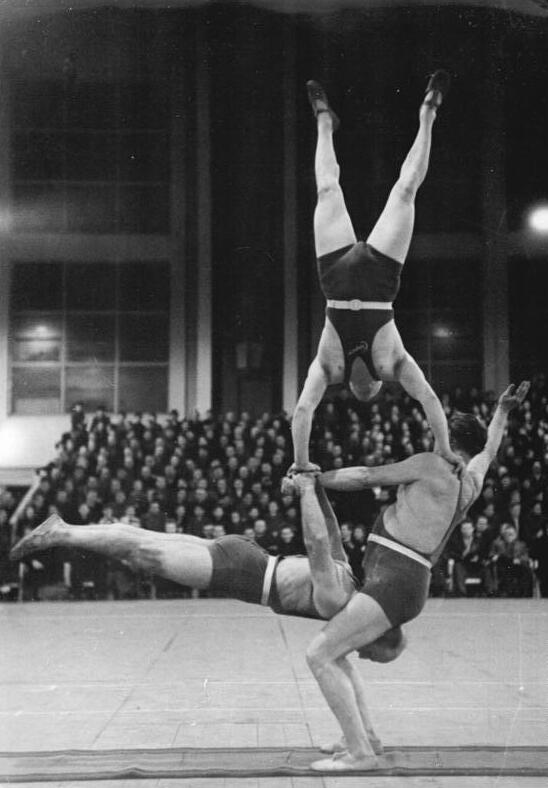
Du main à main à trois à Leipzig le 1 février 1954, dans une soirée de soutien à Manfred von Brauchitsch, emprisonné en RFA car accusé d'espionnage au profit de la RDA

Le main à main est une forme de la gymnastique et également un art du cirque qui se pratique le plus souvent à deux. 

## Description
Les partenaires se lèvent et se tiennent dans plusieurs positions différentes.[pas clair] Le main à main, contrairement aux autres arts du cirque, ne nécessite rien d'autre que deux personnes et le sol. 
Il y a principalement deux types du main à main. Parfois il y a deux personnes avec l'un qui est beaucoup plus lourd que l'autre, typiquement un homme et une femme. Dans ce cas, c'est toujours l'homme qui porte et qui positionne la femme. Dans le second type, les deux personnes sont de la même taille, souvent deux hommes ou deux femmes, mais également un homme et une femme, et donc les partenaires se lèvent mutuellement soit chacun leur tour, soit les deux se soulèvent en même temps. 
Le main à main est présent dans beaucoup des cirques du monde, tel que le Cirque du Soleil par exemple.
Le main à main nécessite aussi beaucoup d'années d'entraînement, surtout l'équilibre, la technique et la musculation. Il est préférable non seulement de pouvoir tenir les positions, mais de donner l'impression que c'est facile et naturel afin d'époustoufler encore le public.